# Marathon van Wenen 1997
De marathon van Wenen 1997 vond plaats op zondag 25 mei 1997 in Wenen. Het was de veertiende editie van deze wedstrijd.
Bij de mannen won Ahmed Salah uit Djibouti in 2:12.53. Hij won hiermee $ 13.000 aan prijzengeld. Op de finish had hij slechts vier seconden voorsprong op de Portugees Fernando Couto. De wedstrijd bij de vrouwen werd beslist door de Oekraïense Tatyana Polovinskaya. Met een tijd van 2:30.50 verbeterde zij tevens het parcoursrecord.
In totaal finishten er 5912 hardlopers, waarvan 5385 mannen en 527 vrouwen.

## Uitslagen

### Mannen
| rang   | naam               | land | tijd    |
| ------ | ------------------ | ---- | ------- |
| Goud   | Ahmed Saleh        | DJI  | 2:12.53 |
| Zilver | Fernando Couto     | POR  | 2:12.57 |
| Brons  | Pyotr Sarafinyuk   | UKR  | 2:13.10 |
| 4      | William Koech      | KEN  | 2:13.32 |
| 5      | Davide Milesi      | ITA  | 2:15.13 |
| 6      | Joel Mutisya       | KEN  | 2:16.39 |
| 7      | Max Wenisch        | AUT  | 2:16.56 |
| 8      | Salah Qoquaiche    | MAR  | 2:16.57 |
| 9      | Jose Santos        | POR  | 2:17.07 |
| 10     | Luke Kibet         | KEN  | 2:17.14 |
| 11     | John Musila        | KEN  | 2:17.59 |
| 12     | Dube Jillo         | ETH  | 2:18.34 |
| 13     | Ambrose Makau      | KEN  | 2:19.58 |
| 14     | Wilhelm Innerhofer | AUT  | 2:20.34 |
| 15     | Peter Vandervelden | NED  | 2:23.37 |
| 16     | Drago Paripovic    | CRO  | 2:24.34 |
| 17     | Gary Staines       | ENG  | 2:25.44 |
| 19     | Tamas Kliszek      | HUN  | 2:27.12 |
| 21     | Josip Lackovic     | CRO  | 2:28.39 |
| 22     | Jürgen Plechinger  | AUT  | 2:28.47 |

### Vrouwen
| rang   | naam                 | land | tijd    |
| ------ | -------------------- | ---- | ------- |
| Goud   | Tatyana Polovinskaya | UKR  | 2:30.50 |
| Zilver | Franziska Moser      | SUI  | 2:31.32 |
| Brons  | Nelly Glauser        | SUI  | 2:36.16 |
| 4      | Marzanna Helbik      | POL  | 2:39.34 |
| 5      | Sissel Grottenberg   | NOR  | 2:40.26 |
| 6      | Svetlana Netchaeva   | RUS  | 2:42.19 |
| 7      | Chie Matsuda         | JPN  | 2:44.30 |
| 8      | Ruth Kingsborough    | ENG  | 2:46.39 |
| 9      | Marijana Vidovic     | SLO  | 2:52.24 |
| 10     | Ulrike Puchner       | AUT  | 2:54.05 |
| 13     | Erika Schoofs        | GER  | 2:58.57 |
| 18     | Dagmar Rabensteiner  | AUT  | 3:07.46 |

1984 ·
1985 ·
1986 ·
1987 ·
1988 ·
1989 ·
1990 ·
1991 ·
1992 ·
1993 ·
1994 ·
1995 ·
1996 ·
1997 ·
1998 ·
1999 ·
2000 ·
2001 ·
2002 ·
2003 ·
2004 ·
2005 ·
2006 ·
2007 ·
2008 ·
2009 ·
2010 ·
2011 · 
2012 ·
2013 ·
2014 ·
2015 ·
2016 ·
2017 ·
2018 ·
2019 ·
2020 ·
2021 ·
2022 ·
2023 ·
2024